# ایگوآناهای دم‌شانه‌ای
ایگوآناهای دم‌شانه‌ای (نام علمی: Ctenosaura) نام یک سرده از تیره ایگوآنایان است.